# Мейден-Рок (Вісконсин)
Мейден-Рок (англ. Maiden Rock) — селище (англ. village) в США, в окрузі Пієрс штату Вісконсин. Населення — 115 осіб (2020).

## Географія
Мейден-Рок розташований за координатами 44°34′4″ пн. ш. 92°18′34″ зх. д. / 44.56778° пн. ш. 92.30944° зх. д. (44.567914, -92.309332).  За даними Бюро перепису населення США в 2010 році селище мало площу 3,04 км², з яких 3,02 км² — суходіл та 0,02 км² — водойми.

## Демографія
Згідно з переписом 2010 року, у селищі мешкало 119 осіб у 50 домогосподарствах у складі 31 родини. Густота населення становила 39 осіб/км².  Було 81 помешкання (27/км²).
Расовий склад населення:
| - 96,6 % — білих - 0,8 % — азіатів |

До двох чи більше рас належало 2,5 %. Частка іспаномовних становила 0,8 % від усіх жителів.
За віковим діапазоном населення розподілялося таким чином: 24,4 % — особи молодші 18 років, 68,9 % — особи у віці 18—64 років, 6,7 % — особи у віці 65 років та старші. Медіана віку мешканця становила 40,4 року. На 100 осіб жіночої статі у селищі припадало 98,3 чоловіків;  на 100 жінок у віці від 18 років та старших — 91,5 чоловіків також старших 18 років.
Середній дохід на одне домашнє господарство  становив 64 527 доларів США (медіана — 64 583), а середній дохід на одну сім'ю — 75 495 доларів (медіана — 81 250). Медіана доходів становила 40 625 доларів для чоловіків та 28 750 доларів для жінок. 
Цивільне працевлаштоване населення становило 45 осіб. Основні галузі зайнятості: освіта, охорона здоров'я та соціальна допомога — 26,7 %, науковці, спеціалісти, менеджери — 22,2 %, транспорт — 11,1 %, публічна адміністрація — 6,7 %.